# Truxalis johnstoni
Truxalis johnstoni är en insektsart som beskrevs av Vitaly Michailovitsh Dirsh 1951. Truxalis johnstoni ingår i släktet Truxalis och familjen gräshoppor. Inga underarter finns listade i Catalogue of Life.

## Bildgalleri

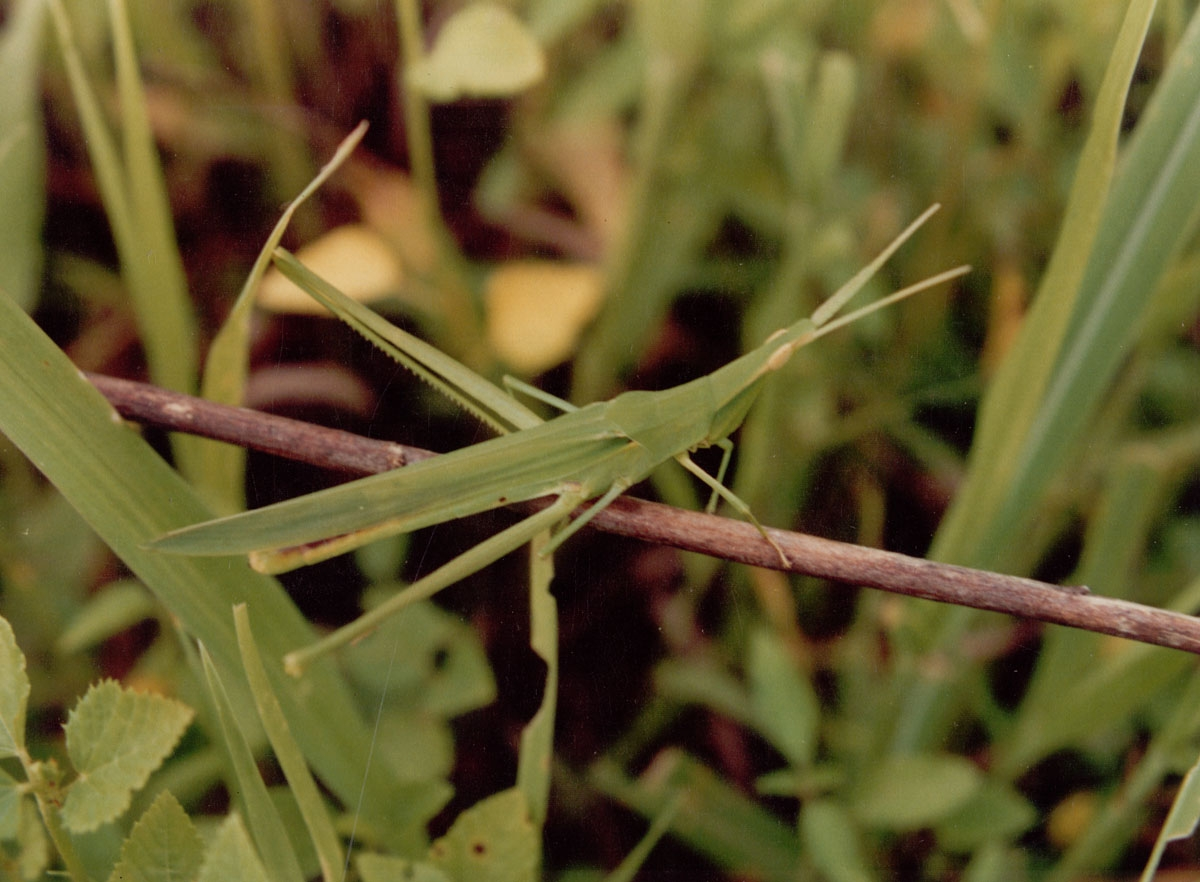